# Слобожанщина (поезд)
«Слобожанщина» — фирменный пассажирский поезд Укрзализныци (железных дорог Украины).

## История поезда
25 мая 2008 год в истории железнодорожного транспорта  пассажирскому поезду 111/112 «Слобожанщина» сообщением Харьков — Львов был присвоен статус «фирменный». Одновременно был обновлён состав и добавлены вагоны для людей с ограниченными возможностями.
Плацкартные вагоны поезда оказались первыми оборудованными системой кондиционирования воздуха на Южной железной дороге.

## Общие сведения
Поезд формирования Южной железной дороги компании Украинские железные дороги. Курсирует ежедневно.   
В период с 25 мая по 4 октября 2008 года движение поезда осуществлялось через Сумы, так как велась электрификация Полтавского хода от Киева до Харькова.  
С 5 октября 2008 года поезд вернули на исторический маршрут через Полтаву, и время движения его уменьшилось на 1 час 47 мин. 
С 5 октября 2008 года по 06 июля 2015 года следовал по маршруту: ХАРЬКОВ — Люботин — ПОЛТАВА — Миргород — Гребёнка — КИЕВ — Малин — Коростень — Шепетовка — Здолбунов (пригород РОВНО) — Красне — ЛЬВОВ.
С 07 июля 2015 года следует по новому (изменённому) маршруту, в связи с запуском ночного экспресса 115/116 «Харьков — Ивано-Франковск — Харьков», через Винницу, Жмеринку, Хмельницкий, Тернополь.
Расписание по состоянию на 2016 год:
| Прибытие | Отправление | Станции назначения | Прибытие | Отправление |
| -------- | ----------- | ------------------ | -------- | ----------- |
| —        | 19:40       | Харьков            | 12:21    | —           |
| 15:02    | —           | Львов              | —        | 16:38       |

## Маршрут движения
- Харьков-Пассажирский
- Люботин — Харьковская обл.
- Коломак — Харьковская обл.
- Полтава-Киевская
- Решетиловка — Полтавская обл.
- Сагайдак — Полтавская обл.
- Яреськи  — Полтавская обл.
- Гоголево  — Полтавская обл.
- Миргород — Полтавская обл.
- Ромодан — Полтавская обл.
- Лубны — Полтавская обл.
- Гребёнка — Полтавская обл.
- Киев-Пасс.
- Фастов-1 —  Киевская обл.
- Казатин-1 —  Винницкая обл.
- Винница
- Жмеринка-Пасс. — Винницкая обл.
- Хмельницкий
- Подволочиск — Тернопольская обл.
- Тернополь
- Золочев — Львовская обл.
- Красное — Львовская обл.
- Львов